# ۱۸ تیر
۱۸ تیر صد و یازدهمین روز از سال در گاه شماری خورشیدی است. به پایان سال ۲۵۴ روز (۲۵۵ روز در سال کبیسه) مانده‌است.

## رویدادها
- ۱۱۱۴ - پایان محاصره گنجه (۱۷۳۴)
- ۱۳۵۹ - کودتای نوژه برای بازگردانی شاپور بختیار به ایران و حذف سید روح‌الله خمینی و نابودی جمهوری اسلامی لو رفت و با شکست روبرو شد.
- ۱۳۷۸ - آغاز حمله به کوی دانشگاه تهران (۱۸ تیر ۱۳۷۸) که در پی تحصن اعتراض‌آمیز دانشجویان کوی دانشگاه تهران در اعتراض به توقیف روزنامه سلام، با ورود نیروی انتظامی به این کوی، این تحصن به خشونت کشیده شد.
- ۱۳۸۵ - قهرمانی ایتالیا در جام جهانی ۲۰۰۶
- ۱۳۸۸ - حمله به خوابگاه‌های دانشگاه امیر کبیر (۱۸ تیر ۱۳۸۸)
- ۱۳۸۸ - تظاهرات جنبش سبز در ۱۸ تیر ۱۳۸۸
- ۱۴۰۰ - زمین‌لرزه ۱۴۰۰ نقده

## زادروزها
- ۱۳۰۹ - فضل الله محلاتی، نماینده ولی فقیه در سپاه پاسداران انقلاب اسلامی
- ۱۳۱۴ - احمد پژمان، آهنگساز
- ۱۳۳۹ - رضا توکلی، بازیگر
- ۱۳۶۰ - زر امیر ابراهیمی، بازیگر
- ۱۳۷۷ - ترلان پروانه، بازیگر

## درگذشت‌ها
- ۷۱۷ - عبدالرزاق باشتینی، اولین حاکم سربداران در ایران
- ۱۳۷۸ - مهدی حائری یزدی، اولین سفیر ایران در آمریکا بعد از انقلاب
- ۱۳۷۸ - عزت‌الله ابراهیم‌نژاد، در وقایع حمله به کوی دانشگاه تهران (۱۳۷۸) کشته شد
- ۱۳۸۴ - کریم امامی، نویسنده و مترجم (زاده ۱۳۰۹)
- ۱۳۸۸ - مهدی آذریزدی، نویسنده کودکان و نوجوانان
- ۱۳۹۳ - محمد محمدی گیلانی، روحانی
- ۱۳۹۵ - جواد شهرستانی (مهندس)، وزیر راه و ترابری
- ۱۳۹۷ - محمد بسته‌نگار، سخنگوی شورای فعالان ملی مذهبی و از اعضای شورای فعالان ملی مذهبی
- ۱۳۹۷ - لیلا امامی، از زنان روشنفکر و مدرن ایران و همسر امیرعباس هویدا
- ۱۳۹۷ - محمد بسته‌نگار، از اعضای جبهه ملی ایران و داماد سید محمود طالقانی
- ۱۳۹۹ - هوشنگ صدیق، سرتیپ خلبان اف-۴ فانتوم ۲ نیروی هوایی ارتش جمهوری اسلامی ایران

## ناپدید
- ۱۳۷۸ - فرشته علیزاده در وقایع ۱۸ تیر ۱۳۷۸
- ۱۳۷۸ - سعید زینالی در وقایع ۱۸ تیر ۱۳۷۸